# A Dog of Flanders (film 1999)
A Dog of Flanders è un film del 1999 diretto da Kevin Brodie.
Terzo adattamento cinematografico sonoro del racconto Il cane delle Fiandre, pubblicato nel 1872 dalla scrittrice inglese Ouida. Protagonisti sono gli attori bambini Jeremy James Kissner e Jesse James nella parte del ragazzo. Come comune in quasi tutti gli adattamenti cinematografici del racconto di Ouida, al film viene dato un lieto fine, laddove la storia originaria si concludeva con la morte non solo del nonno ma anche del ragazzo e del cane.

## Trama
Un ragazzino con aspirazioni da pittore cura la fattoria del nonno ammalato, quando questi muore decide di partire non avendo vinto una gara di pittura cui aveva partecipato. Mentre ammira una tela di Rubens incontra un pittore che decide di prenderlo con sé.

## Produzione
Il film fu prodotto negli Stati Uniti d'America dalla Woodbridge Films.

## Distribuzione
Il film fu distribuito dalla Warner Bros. nelle sale cinematografiche statunitensi il 27 agosto 1999.